# Microlophus grayii
Microlophus grayii är en ödleart som beskrevs av  Thomas Bell 1843. Microlophus grayii ingår i släktet Microlophus och familjen Tropiduridae. Arten finns på ön Floreana i ögruppen Galápagosöarna
Inga underarter finns listade i Catalogue of Life.